# Fläsket (musikalbum)
Fläsket är den svenska proggruppen Fläsket brinners andra album, utgivet på skivbolaget Ljudspår 1972 (skivnummer EFG-DL-7202).
Skivan utgavs som en dubbel-LP där den första skivan var inspelad i studio och den andra live under en friluftskonsert i Örebro. Skivan återutgavs 2002 på Polydor/Universal. På denna utgåva hade bandet valt att utesluta låtarna "Pukolle i Valparaiso" och "Wild Thing".

## Låtlista
Där inte annat anges är låtarna skrivna av Fläsket brinner.

### LP-versionen
A
1. "Klotet" - 4:02
2. "Bennys hammare" - 3:33 (Benny Svensson, Mikael Ramel)
3. "Kommunisten" - 0:54
4. "Vårtagårdsvalsen" - 0:38
5. "Pukolle i Valparaiso"
6. "Di dumme små björnarna" - 3:33

B
1. "Anderssons Groove" - 3:55 (Bengt Dahlén, Mikael Ramel)
2. "Jätten Feeling" - 5:06 (Bengt Dahlén, Bo Hansson)
3. "Batum" - 3:40 (Maffy Falay)
4. "Beate Hill" - 3:41
5. "Puppens sång" - 2:19

C
1. "Grismakt" - 10:01
2. "Bosses låt" - 4:38
3. "Tangon" - 2:42
4. "Tysta finskan (Samba Martinez" - 5:39 (Bo Hansson)

D
1. "Wild Thing"
2. "Hardugåttofått..." - 1:51
3. "Örsprånget" - 12:23

### 2002 års CD-version
1. "Klotet" - 4:02
2. "Bennys hammare" - 3:33 (Benny Svensson, Mikael Ramel)
3. "Kommunisten" - 0:54
4. "Vårtagårdsvalsen" - 0:38
5. "Di dumme små björnarna" - 3:33
6. "Anderssons Groove" - 3:55 (Bengt Dahlén, Mikael Ramel)
7. "Jätten Feeling" - 5:06 (Bengt Dahlén, Bo Hansson)
8. "Batum" - 3:40 (Maffy Falay)
9. "Beate Hill" - 3:41
10. "Puppens sång" - 2:19
11. "Grismakt" - 10:01
12. "Bosses låt" - 4:38
13. "Tangon" - 2:42
14. "Tysta finskan (Samba Martinez)" - 5:39 (Bo Hansson)
15. "Hardugåttofått..." - 1:51
16. "Örsprånget" - 12:23

## Medverkande
- Sten Bergman - orgel, flöjt
- Gunnar Bergsten - saxofon
- Per Bruun - bas
- Erik Dahlbäck - trummor
- Bengt Dahlén - gitarr, fiol, sång
- Hans Esselius - omslag
- Mats Glenngård - fiol
- Owe Gustavsson - dubbelbas
- Bo Hansson - orgel
- Anders Lind - tekniker
- Anders Nord - dragspel
- Håkan Nyquist - trumpet
- Mikael Ramel - gitarr, sång
- Bobo Stenson - piano
- Bertil Strandberg - trombon

## Mottagande
Allmusic gav skivan betyget 4/5 är den återutgavs 2002.

### Fotnoter
1. 1 2 3  ”Fläsket”. Discogs.com. http://www.discogs.com/Fl%C3%A4sket-Brinner-Fl%C3%A4sket/master/435165. Läst 29 augusti 2012.
2. ↑  ”Fläsket brinner”. Progg.se. Arkiverad från originalet den 11 december 2011. https://web.archive.org/web/20111211053014/http://www.progg.se/band.asp?ID=14. Läst 29 augusti 2012.
3. ↑  ”Fläsket”. Allmusic.com. http://www.allmusic.com/album/fl%C3%A4sket-mw0000990503. Läst 29 augusti 2012.